# Tom DeBlass
Tom DeBlass (Nova Jérsia, 14 de maio de 1982) é um praticante norte-americano de jiu-jitsu brasileiro, grappler de submissão e lutador de artes marciais mistas, atualmente contratado pelo ONE Championship. Já competiu na divisão dos pesos-médios do Bellator e do Ultimate Fighting Championship (UFC).

## Carreira e formação
DeBlass foi campeão regional de salto em distância durante o ensino médio na Central Regional High School, onde se formou no ano 2000. Posteriormente, graduou-se pela Universidade Monmouth em 2004, com diploma em Educação Especial e Educação Infantil.
Inicialmente, ganhou destaque como competidor de jiu-jitsu brasileiro, conquistando títulos como o Campeonato Pan-Americano e o Campeonato Mundial. Mais tarde, passou a competir profissionalmente em eventos de MMA, começando pelo Ring of Combat. Em apenas um ano e meio, conquistou dois cinturões na organização e foi chamado para lutar no UFC.
Em 2006, DeBlass fundou sua própria academia de jiu-jitsu, a "Ocean County Brazilian Jiu-Jitsu". Ele foi treinador de atletas de destaque, como Garry Tonon, e é um dos poucos atletas da história a vencer três vezes as seletivas norte-americanas do ADCC.
Em novembro de 2017, foi eleito membro do conselho de educação do município de Lacey.

## Carreira no MMA

### Ultimate Fighting Championship
Após vencer sete lutas consecutivas, DeBlass foi contratado pelo UFC e estreou contra Cyrille Diabate com apenas uma semana de preparação, no evento UFC on Fuel TV: Gustafsson vs. Silva. Ele perdeu a luta por decisão majoritária.
Em sua segunda luta no UFC, DeBlass desceu para a divisão dos pesos-médios para enfrentar Riki Fukuda no evento UFC on Fuel TV: Franklin vs. Le. Ele foi derrotado por decisão unânime.
Após a luta contra Fukuda, DeBlass anunciou sua aposentadoria do MMA, declarando: "Depois de muitas conversas com minha família e treinadores, decidi me aposentar das competições e focar na minha família, na minha academia e em ajudar meus alunos a alcançarem seus objetivos. Neste momento, acredito que é melhor dedicar meu tempo aos outros e passar mais tempo com minha família. A motivação para continuar lutando já não existe mais. Tenho uma academia incrível e sinto que meus alunos precisam da minha atenção total."

### Bellator MMA
DeBlass saiu de sua breve aposentadoria e estreou no Bellator enfrentando Carlos Brooks no evento Bellator 95, vencendo por nocaute técnico ao final do segundo round, após o médico declarar que Brooks não poderia continuar.
Ele estava escalado para enfrentar o ex-campeão meio-pesado da International Fight League, Vladimir Matyushenko, no evento Bellator 108, em 15 de novembro de 2013. No entanto, Matyushenko foi forçado a se retirar do confronto devido a uma fratura na mão. DeBlass então enfrentou o veterano do UFC Jason Lambert no mesmo evento, vencendo por nocaute no primeiro round.
Tom DeBlass foi escalado para enfrentar Muhammed Lawal em 5 de setembro de 2014, no evento Bellator 123, mas sofreu uma lesão no joelho e precisou deixar o card.
A luta com Lawal foi remarcada para o evento Bellator 131, em 15 de novembro de 2014. Entretanto, no dia 1º de novembro, foi anunciado que DeBlass sofreu um corte durante os treinamentos e teve que se retirar do confronto.

### ONE Championship
Em 17 de maio de 2020, DeBlass saiu da aposentadoria e assinou contrato com o ONE Championship.
Em setembro de 2024, DeBlass foi nomeado vice-presidente de submission grappling da organização.

## Vida pessoal
Tom DeBlass administra sua própria academia de BJJ e MMA e treinou diversos atletas de alto nível, incluindo o lutador de MMA e veterano do ADCC, Garry Tonon. Ele vive no distrito de Forked River, localizado em Lacey Township, New Jersey.
Em novembro de 2021, DeBlass lançou sua biografia, que rapidamente se tornou um best-seller na categoria de biografias sobre artes marciais na Amazon. Na obra, ele revelou ter sido vítima de abuso sexual na infância e descreveu como superou esse trauma para alcançar sucesso no BJJ e no MMA. DeBlass também se declarou usuário de terapia de reposição de testosterona e defensor ativo da prática.
No dia 14 de abril de 2023, DeBlass organizou uma discussão ao vivo com Rener Gracie sobre um processo judicial envolvendo uma lesão durante uma aula de jiu-jitsu brasileiro, no qual Gracie atuou como perito. O caso resultou em uma indenização de 46 milhões de dólares.

## Filantropia
Em fevereiro de 2023, DeBlass anunciou que estava trabalhando em parceria com donos de academias dos Estados Unidos para lançar uma iniciativa sem fins lucrativos contra o bullying, utilizando o jiu-jitsu brasileiro como ferramenta educacional.

## Títulos e conquistas

### Artes marciais mistas
Ring of Combat
- Campeão dos Pesos Pesados (1 vez)
- Campeão dos Meio-Pesados (1 vez)

### Grappling e jiu-jitsu sem quimono
- Primeiro atleta de Nova Jersey a vencer o Campeonato Pan-Americano faixa-preta adulto
- Segundo atleta na história de Nova Jersey a vencer as seletivas norte-americanas do ADCC
- Campeão Nacional de Jiu-Jitsu Brasileiro (2007)
- 3º lugar no Campeonato Mundial da IBJJF (Mundial) faixa-marrom (2007)[25]
- Campeão Mundial No-Gi da IBJJF faixa-marrom (2007)[26]
- Campeão Pan-Americano da IBJJF faixa-marrom (2008)[27]
- Campeão das Seletivas Norte-Americanas do ADCC (2009)
- Competidor veterano do ADCC (2009)
- Medalhista de bronze no Campeonato Mundial No-Gi da IBJJF faixa-preta (2009)[28]
- Campeão Nacional do Grapplers Quest (2013)
- Campeão Pan-Americano No-Gi da IBJJF faixa-preta ultra pesado (2013)[29]
- Medalha de bronze no Mundial No-Gi da IBJJF 2013 – Super pesado faixa-preta adulto[30]
- Campeão do Grapplers Quest Worlds – Divisão expert ultra pesado (2013)
- Campeão do Professional Grappling League Super Fight – derrotando Mark Tarmann (167,8kg) (2014)[31]
- Campeão da superluta do ADCC Nova York contra Babalu Sobral (2014)[32]
- Campeão das Seletivas Norte-Americanas do ADCC até 99 kg (2014)[33]
- Defesa bem-sucedida do título de campeão pesado (206+ lbs) do The Good Fight Submission Only – venceu Rodrigo Correia por finalização aos 60:56 (2015)[34]
- Empate com João Assis no Conquest Submission Series (2015)[35]
- Introduzido ao Hall da Fama das Artes Marciais de Nova Jersey (2015)[36]
- Medalhista de bronze no Mundial No-Gi da IBJJF 2015 – faixa-preta ultra pesado Master 1[37]
- Campeão do absoluto no Mundial No-Gi da IBJJF 2015 – faixa-preta Master 1[38]
- Campeão absoluto profissional do ADCC US Nationals (2016)
- Campeão das Seletivas Norte-Americanas do ADCC +99 kg (2016)[39]
- Vencedor da luta principal do Fight to Win 30 contra Ricco Rodriguez (2017)[40]
- Vencedor da luta principal do Fight to Win Pro 27 contra Lou Armezzani (2018)[41]
- Vencedor da superluta do KASAI Pro (2019)[42]

## Histórico MMA
| Cartel no MMA   |            |            |
| 11 lutas        | 9 vitórias | 2 derrotas |
| Por nocaute     | 4          | 0          |
| Por finalização | 2          | 0          |
| Por decisão     | 3          | 2          |

| Res.    | Cartel | Oponente             | Método                               | Evento                               | Data                    | Round | Tempo | Local                                      | Notas                                  |
| ------- | ------ | -------------------- | ------------------------------------ | ------------------------------------ | ----------------------- | ----- | ----- | ------------------------------------------ | -------------------------------------- |
| Vitória | 9–2    | Jason Lambert        | Nocaute (soco)                       | Bellator 108                         | 2013 de novembro de 15  | 1     | 1:45  | Atlantic City, Nova Jérsei, Estados Unidos | Luta no peso-meio-pesado               |
| Vitória | 8–2    | Carlos Brooks        | Nocaute técnico (interrupção médica) | Bellator 95                          | 2013 de abril de 4      | 2     | 5:00  | Atlantic City, Nova Jérsei, Estados Unidos | Peso casado (85,2kg)                   |
| Derrota | 7–2    | Riki Fukuda          | Decisão (unânime)                    | UFC on Fuel TV: Franklin vs. Le      | 2012 de novembro de 10  | 3     | 5:00  | Macau, RAE, China                          | Estreia no peso-médio                  |
| Derrota | 7–1    | Cyrille Diabate      | Decisão (majoritária)                | UFC on Fuel TV: Gustafsson vs. Silva | 2012 de abril de 14     | 3     | 5:00  | Estocolmo, Suécia                          | Luta no peso-meio-pesado               |
| Vitória | 7–0    | Randy Smith          | Finalização (chave de calcanhar)     | Ring of Combat 39                    | 2012 de fevereiro de 10 | 1     | 0:41  | Atlantic City, Nova Jérsei, Estados Unidos | Conquistou o título dos pesados do ROC |
| Vitória | 6–0    | David Tkeshelashvili | Decisão (unânime)                    | Ring of Combat 38                    | 2011 de novembro de 18  | 3     | 5:00  | Atlantic City, Nova Jérsei, Estados Unidos |                                        |
| Vitória | 5–0    | Mike Stewart         | Nocaute técnico (socos)              | Ring of Combat 37                    | 2011 de setembro de 9   | 1     | 3:07  | Atlantic City, Nova Jérsei, Estados Unidos |                                        |
| Vitória | 4–0    | Sean Salmon          | Finalização (chave de aquiles)       | Ring of Combat 35                    | 2011 de abril de 8      | 1     | 0:57  | Atlantic City, Nova Jérsei, Estados Unidos |                                        |
| Vitória | 3–0    | Mitch Whitesel       | Decisão (unânime)                    | Ring of Combat 33                    | 2010 de dezembro de 3   | 3     | 4:00  | Atlantic City, Nova Jérsei, Estados Unidos |                                        |
| Vitória | 2–0    | Tom Velasquez        | Nocaute técnico (socos)              | Ring of Combat 31                    | 2010 de setembro de 24  | 2     | 0:50  | Atlantic City, Nova Jérsei, Estados Unidos |                                        |
| Vitória | 1–0    | J.A. Dudley          | Decisão (unânime)                    | Ring of Combat 30                    | 2010 de junho de 11     | 2     | 4:00  | Atlantic City, Nova Jérsei, Estados Unidos |                                        |